# Lijst van afleveringen van Law & Order: Organized Crime
Dit is een lijst met afleveringen van de Amerikaanse televisieserie Law & Order: Organized Crime.
Een overzicht van alle afleveringen is hieronder te vinden.

## Seizoen 1 (2021)
| nr. in serie | nr. in seizoen | Titel                              | Regisseur        | Schrijver(s)                              | Uitzenddatum  |
| ------------ | -------------- | ---------------------------------- | ---------------- | ----------------------------------------- | ------------- |
| 1            | 1              | What Happens in Puglia             | Fred Berner      | Dick Wolf & Ilene Chaiken & Matt Olmstead | 1 april 2021  |
| 2            | 2              | Not Your Father's Organized Crime  | Ken Girotti      | Ilene Chaiken                             | 8 april 2021  |
| 3            | 3              | Say Hello to My Little Friends     | John David Coles | Rick Marin                                | 15 april 2021 |
| 4            | 4              | The Stuff That Dreams Are Made Of  | Fred Berner      | Juliet Lashinksy-Revene                   | 22 april 2021 |
| 5            | 5              | An Inferior Product                | Eriq La Salle    | Zachary Reiter                            | 13 mei 2021   |
| 6            | 6              | I Got This Rat                     | Bethany Rooney   | Jean Kyoung Frazier & Rick Marin          | 20 mei 2021   |
| 7            | 7              | Everybody Takes a Beating Sometime | Jean de Segonzac | Marcus J. Guillory                        | 27 mei 2021   |
| 8            | 8              | Forget It, Jake; It's Chinatown    | Fred Berner      | Zachary Reiter & Juliet Lashinsky-Revene  | 3 juni 2021   |

## Seizoen 2 (2021-2022)
| nr. in serie | nr. in seizoen | Titel                             | Regisseur        | Schrijver(s)                            | Uitzenddatum      |
| ------------ | -------------- | --------------------------------- | ---------------- | --------------------------------------- | ----------------- |
| 9            | 1              | The Man with No Identity          | Bethany Rooney   | Ilene Chaiken & Kimberly Ann Harrison   | 23 september 2021 |
| 10           | 2              | New World Order                   | Fred Berner      | Nichole Beattie                         | 30 september 2021 |
| 11           | 3              | The Outlaw Eddie Wagner           | John Polson      | Eric Haywood                            | 30 september 2021 |
| 12           | 4              | For a Few Lekë More               | Jean de Segonzac | Zachary Reiter                          | 7 oktober 2021    |
| 13           | 5              | The Good, The Bad, and The Lovely | Terry Miller     | Juliet Lashinsky-Revene                 | 14 oktober 2021   |
| 14           | 6              | Unforgivable                      | Monica Raymund   | Rick Marin                              | 21 oktober 2021   |
| 15           | 7              | High Planes Grifter               | Alex Hall        | Kimberly Ann Harrison                   | 4 november 2021   |
| 16           | 8              | Ashes to Ashes                    | Jean de Segonzac | Kimberly Ann Harrison & Nichole Beattie | 11 november 2021  |
| 17           | 9              | The Christmas Episode             | Fred Berner      | Zachary Reiter & Rick Marin             | 9 december 2021   |
| 18           | 10             | Nemesis                           | Jim McKay        | Eric Haywood & Juliet Lashinsky-Revene  | 6 januari 2022    |
| 19           | 11             | As Nottingham Was to Robin Hood   | Alex Hall        | Kimberly Ann Harrison & Nichole Beattie | 13 januari 2022   |
| 20           | 12             | As Iago Is to Othello             | Fred Berner      | Rick Marin                              | 20 januari 2022   |
| 21           | 13             | As Hubris Is to Oedipus           | Stephen Surjik   | Emmy Higgins & Zachary Reiter           | 24 februari 2022  |
| 22           | 14             | ...Wheatley Is to Stabler         | Sarah Boyd       | Ilene Chaiken & Kimberly Ann Harrison   | 3 maart 2022      |
| 23           | 15             | Takeover                          | John Polson      | Eric Haywood                            | 10 maart 2022     |
| 24           | 16             | Guns & Roses                      | Jean de Segonzac | Juliet Lashinsky-Revene                 | 17 maart 2022     |
| 25           | 17             | Can't Knock the Hustle            | Jonathan Brown   | Kimberly Ann Harrison & Emmy Higgins    | 7 april 2022      |
| 26           | 18             | Change the Game                   | John Polson      | Rick Marin                              | 14 april 2022     |
| 27           | 19             | Dead Presidents                   | Rob J. Greenlea  | Zachary Reiter                          | 28 april 2022     |
| 28           | 20             | Lost One                          | Cherie Nowlan    | Juliet Lashinsky-Revene                 | 5 mei 2022        |
| 29           | 21             | Streets Is Watching               | Sharon Lewis     | Erica Michelle Butler                   | 12 mei 2022       |
| 30           | 22             | Friend or Foe                     | Ken Girotti      | Rick Marin & Barry O'Brien              | 19 mei 2022       |

## Seizoen 3 (2022-2023)
| nr. in serie | nr. in seizoen | Titel                               | Regisseur        | Schrijver(s)                              | Uitzenddatum      |
| ------------ | -------------- | ----------------------------------- | ---------------- | ----------------------------------------- | ----------------- |
| 31           | 1              | Gimme Shelter - Deel 1              | Jean de Segonzac | Rick Eid & Gwen Sigan                     | 22 september 2022 |
| 32           | 2              | Everybody Knows the Dice Are Loaded | John Polson      | Bryan Goluboff                            | 29 september 2022 |
| 33           | 3              | Catch Me if You Can                 | Kate Woods       | Michael Konyves & Juliet Lashinsky-Revene | 6 oktober 2022    |
| 34           | 4              | Spirit in the Sky                   | Simon Brand      | Jorge Zamacona                            | 13 oktober 2022   |
| 35           | 5              | Behind Blue Eyes                    | John Polson      | Barry O'Brien                             | 27 oktober 2022   |
| 36           | 6              | Blaze of Glory                      | Anna Dokoza      | Daniel "Koa" Beaty                        | 3 november 2022   |
| 37           | 7              | All That Glitters                   | Simón Brand      | Josh Fagin & Candice Sanchez McFarlane    | 10 november 2022  |
| 38           | 8              | Whipping Post                       | Sharon Lewis     | Jorge Zamacona                            | 17 november 2022  |
| 39           | 9              | Last Christmas                      | Jean de Segonzac | Sean Jablonski                            | 8 december 2022   |
| 40           | 10             | Trap                                | John Polson      | Emmy Higgins                              | 5 januari 2023    |
| 41           | 11             | The Infiltration Game               | Stephen Surjik   | Alec Wells                                | 12 januari 2023   |
| 42           | 12             | Partners in Crime                   | Tess Malone      | Barry O'Brien & John A. McCormack         | 26 januari 2023   |
| 43           | 13             | Punch Drunk                         | Brenna Malloy    | Juliet Lashinsky-Revene                   | 2 februari 2023   |
| 44           | 14             | All in the Game                     | Oz Scott         | Michael Konyves                           | 16 februari 2023  |
| 45           | 15             | The Wild and the Innocent           | Alex Zakrzewski  | Jorge Zamacona                            | 23 februari 2023  |
| 46           | 16             | Chinatown                           | Milena Govich    | Josh Fagin & Candice Sanchez McFarlane    | 23 maart 2023     |
| 47           | 17             | Blood Ties                          | Jonathan Brown   | Alec Wells                                | 30 maart 2023     |
| 48           | 18             | Tag:GEN                             | John Polson      | Nick Culbertson                           | 6 april 2023      |
| 49           | 19             | A Diplomatic Solution               | Jon Cassar       | Christina Piña                            | 27 april 2023     |
| 50           | 20             | Pareto Principle                    | Gonzalo Amat     | David Graziano & Brendan Feeney           | 4 mei 2023        |
| 51           | 21             | Shadowërk                           | Tess Malone      | David Graziano                            | 11 mei 2023       |
| 52           | 22             | With Many Names                     | John Polson      | David Graziano                            | 18 mei 2023       |